# 托米斯拉夫·克内兹
托米斯拉夫·克内兹（羅馬化：Tomislav Knez，1938年6月9日—），塞尔维亚男子足球运动员。他曾代表南斯拉夫国奥队参加1960年夏季奥林匹克运动会足球比赛，获得一枚金牌。